# Jean Schuster
Jean Schuster, né le 15 juin 1929 et mort le 17 octobre 1995 à Paris, est un écrivain, poète et journaliste français. Il a été un élément important du mouvement surréaliste après la Seconde Guerre mondiale.

## Parcours
En 1947 Jean Schuster rejoint le groupe surréaliste. Il est proche de Benjamin Péret et d'André Breton dont il sera l'exécuteur testamentaire.
Animateur de nombreuses revues littéraires surréaliste, il dirige notamment Médium de 1952 à 1955, Le Surréalisme même (1956-1959). Il lança avec Dionys Mascolo, l'éphémère journal antigaulliste Le 14 juillet (1958), il a également collaboré à L’Archibras (1967-1969) et à Coupures (1969-1972).
En septembre 1960, il signe le Manifeste des 121, titré « Déclaration sur le droit à l’insoumission dans la guerre d’Algérie ».
Le 4 octobre 1969, dans un article intitulé Le Quatrième Chant, Jean Schuster prononça la dissolution du groupe surréaliste.
De 1970 à 1973, Jean Schuster a dirigé la collection Le Désordre aux éditions Éric Losfeld/Le Terrain Vague. Il est l'auteur de plusieurs recueils de textes, parmi lesquels Archives 57-68 (1969), Les Fruits de la passion (1988), T’as vu ça d’la f’nêtre (1990).
Avec José Pierre, il a été l’un des membres fondateurs d’ACTUAL/Archives du surréalisme (1982-1993), association qui s’était donné pour mission de rassembler les archives surréalistes.

## Ouvrages
- Une île à trois coups d'aile, poèmes. Préface de Claude Courtot. Textes établis et annotés par Jérôme Duwa, Le Cherche midi, Paris, 2007.

## Archives
Ses archives personnelles ont été déposées à l'IMEC, Abbaye d'Ardenne à Saint-Germain-la-Blanche-Herbe

## Sources
- IMEC